# Anton de Haen

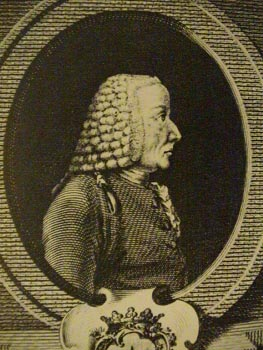
Anton de Haen

Anton de Haen, sprich Anton de Haën (* 8. Dezember 1704 in Den Haag, Niederlande; † 3. September 1776 in Wien „auf der Wieden“) war ein niederländisch-österreichischer Arzt, der als erster Vorstand der Medizinischen Klinik an die Wiener Universität berufen wurde. Er war der erste klinische Lehrer Wiens und dort auch als kaiserlicher Leibarzt tätig. Er und Gerard van Swieten gelten zudem als Begründer des klinischen Unterrichts im Habsburgerreich.

## Leben
De Haen studierte Medizin in Leiden und habilitierte sich als Arzt in seiner Heimatstadt. Er hatte eine eigene Praxis und betrieb wissenschaftliche Studien. Nachdem er von seinem ehemaligen Studiengenossen Gerard van Swieten, dem Leibarzt von Maria Theresia, aus den Niederlanden 1754 nach Wien geholt worden war, übernahm er die Professur der Ersten Medizinischen Klinik der Universität Wien im Bürgerspital, die er nach dem Vorbild seines und van Swietens Lehrers Hermann Boerhaave organisierte. In diesem großen Stadtbürgerspital hielt de Haen seine klinischen Vorlesungen und zog gelegentlich Ferdinand Leber zu Rate. De Haen hatte das Recht aus allen Wiener Spitälern Patienten für den Unterricht an seine Klinik zu transferieren. Ganz im Stile seines Lehrers Boerhaave, „weg vom Lehrbuch, hin zum Patienten“, wurde an dieser Klinik am Krankenbett unterrichtet. Erstmals hatte diese Klinik neben der Aufgabe der Lehre auch einen Forschungsauftrag. Nachdem die klinische Methode des Unterrichts in der Medizin bis zu dieser Zeit an deutschen Universitäten nicht praktiziert worden war, wurde de Haen zum Mitbegründer der (ersten) Wiener Medizinischen Schule. Zudem übernahm er nach dem Tod van Swietens seine Stelle als Leibarzt von Maria Theresia. Als Wissenschaftler verfasste de Haen mehrere Streitschriften, in denen er sich gegen verschiedene Theorien wie Albrecht Hallers Irritabilitätslehre aussprach. Er selbst legte großes Gewicht auf die Krankenbeobachtung und erforschte die zahlreichen Formen (etwa das Febris intermittens) der Fieberkrankheiten, worin er etwa lehrte, dass große Wärme die mit Fieber verbundenen Krankheiten verschlimmere. Er wandte bereits die kombinierte Temperatur- und Pulsmessung an, war somit einer der Pioniere bei der diagnostischen Verwendung des Thermometers, und verfasste im Auftrag van Swietens eine 18-bändige Abhandlung über die in Wien vorkommenden Fieberkrankheiten (Ratio medendi in nosocomio practico). Geschwüre versuchte er bereits mit Elektrizität zu behandeln. Er verfasste auch Werke über Magie, Wunder und Hexerei. Sein Nachfolger als Professor der Medizin in Wien wurde Maximilian Stoll, der bereits unter de Haen Medizin studiert hatte.
Im Jahr 1972 wurde in Wien-Donaustadt (22. Bezirk) die Haengasse nach ihm benannt.

## Schriften (Auswahl)
- Aletophilorum quorundam Viennensium elucidatio necessaria Epistolae de cicuta. J. Th. von Trattner, Wien 1766. (Digitalisierte Ausgabe der Universitäts- und Landesbibliothek Düsseldorf)
- De magia. J. P. Kraus, Leipzig 1751, 1774 und 1777.
- Ratio medendi in nosocomio practico. 15 Bände. 1757.
- De epilepsia et convulsionibus. Wien 1763.